# اوهریتسه (ناحیه هودونین)
اوهریتسه (به چکی: Uhřice) یک منطقهٔ مسکونی در جمهوری چک است که در ناحیه هودونین واقع شده‌است. اوهریتسه ۷٫۰۸ کیلومتر مربع مساحت و ۷۰۹ نفر جمعیت دارد و ۲۲۷ متر بالاتر از سطح دریا واقع شده‌است.